# Трипітака
Трипі́така (від санскр. त्रिपिटक «Три кошики»; палі: Типітака; кит.: 三藏, Сань Цзан; яп. 三藏 , Сандзо) — уклад буддійських священних текстів, складений незабаром після смерті Будди Шак'ямуні на Першому Буддійському соборі. У буддійському світі існує безліч версій Трипітаки, в які входить величезна кількість різних текстів. Найбільш популярним є палійський канон традиції Тхеравада, або Типітака. Створювалась в Індії і на Цейлоні протягом останніх 2-3 ст. до н. е. і перших століть н. е. Очевидно, тексти спочатку писали на пальмових листках і складали в кошики. Вважається, що саме звідси пішла назва «Три кошики». Мовою буддійської літератури була палійська мова і санскрит. Палійська версія Трипітаки збереглася найповніше. Її канонічні тексти поділяють на 3 частини:
- 1. Віная-пітака (кошик статусу) — описує обов'язкові правила прийому до буддійських громад, приписи про життя періоду дощів; правила щодо суспільного життя.
- 2. Сутта-пітака (кошик повчань) — найповніша збірка буддійських повчань та промов, головними серед яких є промови Будди та його учнів. Тут вміщено діалоги, вірші, легенди, афоризми; йдеться про переваги буддизму над брахманізмом, критикується аскетизм, якому протиставляється любов, співчуття, доброзичливість. Також тут вміщено оповідь про останні дні життя Будди, обставини його смерті. Також книга містить численні відомості про звичаї, народні традиції, особливості релігійної думки.
- 3. Абідарма-пітака (кошик тлумачення вчення) — в метафізичному та психологічному аспектах розглядає буддійське вчення. Чуттєвий світ тлумачиться як породження свідомості людини. Релігійні та філософські питання подано як откровення Будди. Ця частина Трипітаки найпізніше ввійшла до канону, і тому деякі буддійські богословські школи не визнають її священною.

Існує також переклад фрагментів Коментарів до джатак "Історія походження бодхісати":
- Пролог[1]
- Давня епоха[2]
- Проміжна епоха[3]
- Найближча епоха[4].

Палійський варіант доступний на сайті tipitaka.org.
У відомому повному перекладі джатак англійською мовою Пролог відсутній.
Однак у передмові сказано, що Nidānakathā вже була раніше перекладена англійською мовою Ріс Девідс